# Bill Hobbs
William Barton Rogers "Bill" Hobbs (Ponce, 30 luglio 1949 – South Dartmouth, 4 gennaio 2020) è stato un canottiere statunitense.
In carriera ha partecipato a due edizioni dei Giochi olimpici: a Città del Messico 1968 si classificò quinto nel Due con, mentre a Monaco di Baviera 1972 vinse l'argento con l'Otto.
Era fratello minore di Franklin Hobbs, anche lui medagliato olimpico nel canottaggio.

## Palmarès
- Giochi olimpici

Monaco di Baviera 1972: oro nell'otto